# Isabelle Gruault
Pour les articles homonymes, voir Gruault.
Isabelle Gruault est une actrice française.

## Biographie
Fille du scénariste Jean Gruault et de Ginette Geslot, elle a suivi les cours d'art dramatique de Jean-Laurent Cochet et d'Hélène Hily dès l'âge de 16 ans. À la télévision, elle a joué dans des films de René Allio, Pierre Granier-Deferre, Jean-Pierre Marchand, Gavin Millar, Jacques Rouffio et Jean-Daniel Verhaeghe.
Elle est la compagne 
depuis 2014 du musicien italien Massimo Moscardo.

## Filmographie sélective

### Cinéma
- 1984 : Mystère Alexina de René Féret (Joséphine)
- 1986 : Golden Eighties de Chantal Akerman (une cliente)
- 1988 : La Petite Voleuse de Claude Miller (une délinquante)
- 1988 : Le Médecin des Lumières de René Allio (jeune aristocrate)
- 1990 : Cyrano de Bergerac de Jean-Paul Rappeneau (sœur Claire)
- 1992 : Le Retour de Casanova d'Édouard Niermans (Jeannette)
- 1995 : Les Trois Frères de Didier Bourdon et Bernard Campan (Marie-Ange Rougemont)
- 1996 : Un héros très discret de Jacques Audiard (l'hôtesse du Lutétia)
- 1999 : Les Passagers de Jean-Claude Guiguet (Lise)
- 2002 : L'Adversaire de Nicole Garcia (la cousine)
- 2010 : Les Émotifs anonymes de Jean-Pierre Améris (Sylviane)

### Télévision
- 1989 : La Vallée des espoirs de Jean-Pierre Marchand   - (Maria)
- 1992 : Imogène : 
  - épisode 9 : Imogène dégaine de Thierry Chabert - (Colette)
  - Imogène:3615 bise marine de Jean-Daniel Verhaeghe - (Violaine Leroux)
- 1993 : Jour de colère, téléfilm de David Delrieux - (Sophie)
- 1994 : V'la le cinéma ou le roman de Charles Pathé, de Jacques Rouffio (Gustavine)
- 1995: Belle époque, série de Gavin Millar -(Marie-Louise)
- 1996 : La dernière fête de Pierre Granier-Deferre -(la fille Tendaire)
- 1999 : La Crèche :Saison 1 épisode 4 : Une place en crèche - (Mme Berrebi)
- 2003: Femme de loi  réalisé par Benoit D'Aubert: -(La concierge)
- 2004 : Groupe flag :Saison 2 épisode 4 : Abus de confiance -  (Gardienne Euralest)